# 貴族杜馬
貴族杜马（俄语:Боярская дума, 舊拼法:Боѩрскаѩ доума），又稱波雅爾杜馬 。 為俄羅斯国家元首（亲王、大公、沙皇）领导下的最高委员会，是一个由封建贵族代表們所组成的咨询/立法机构。
它是 14 世纪末於俄罗斯国家存在的國王杜马的延续。
博雅尔杜马并不发挥独立作用，並不是贵族会议，而是国务委员会，它始终与沙皇一起行动，与君主共同构成单一的最高权力，因此被称为貴族席位杜马和沙皇杜马。 “波雅爾議會”（沙皇杜马会议）  。

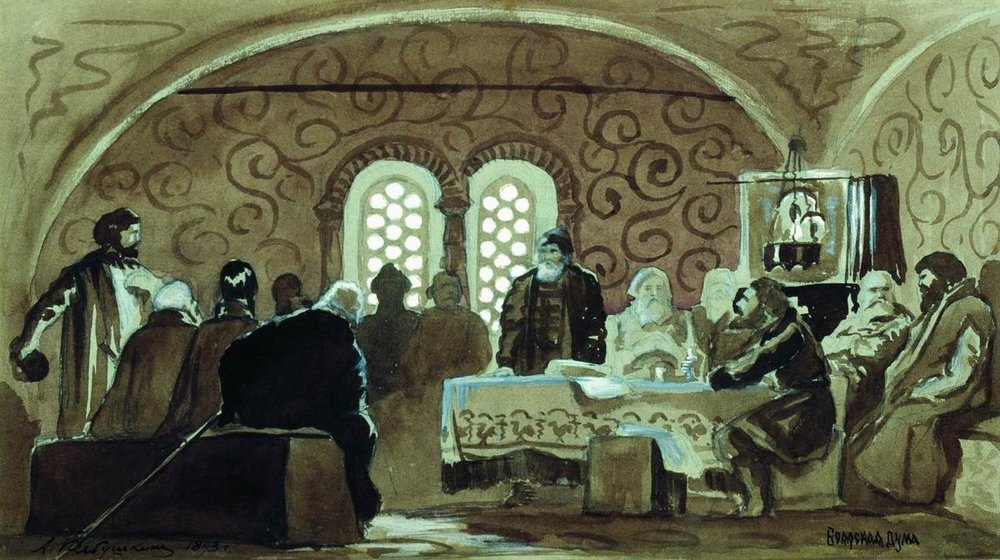
博雅尔杜马会议

## 組成
貴族杜马由四个階級的人群所組成：

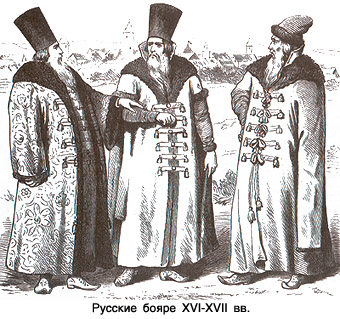
波雅尔

- 波雅尔 (бояре) - 上层阶级，贵族。
- 御前待官 (окольничие) - 負責指挥军团，执行外交任务。
- 杜马贵族 (думные дворяне) - 執行领导命令，被任命为总督。
- 杜马职员 (думные дьяки) - 编译和编辑博雅尔杜马的决定草案，负责博雅尔杜马的文书工作和撰寫重要的命令。

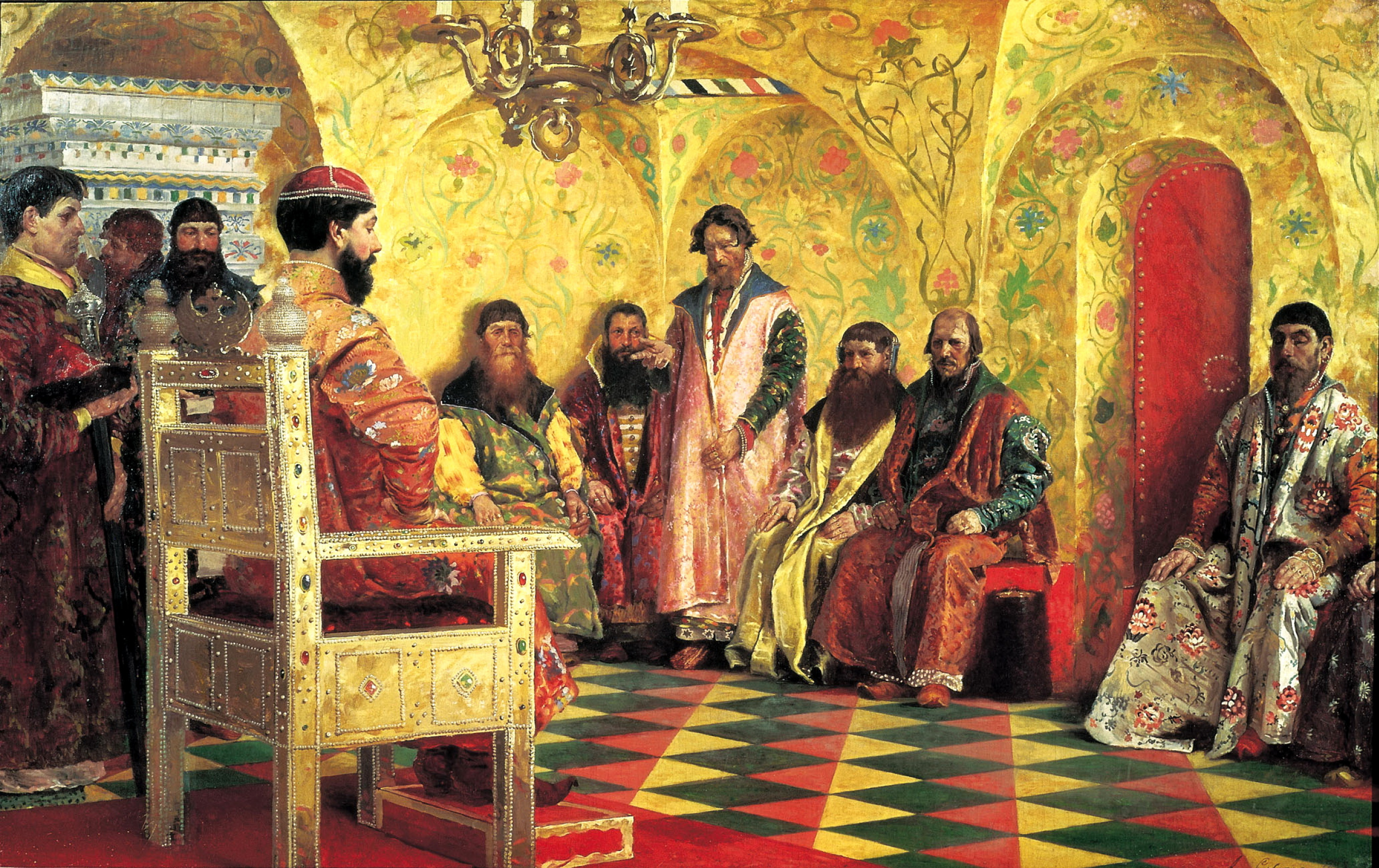
沙皇米哈伊尔·费奥多罗维奇和波亞爾贵族們

## 文獻參考
- Багалей Д. И. . . St. Petersburg. 1890–1907.
- Ключевский В. О. Боярская дума древней Руси （页面存档备份，存于）. — М.: Синодальная Типография, 1902. — 555 с.
- Веселовский&nbsp;С.&nbsp;Б. Две заметки о Боярской думе. （页面存档备份，存于） — М., 1910. — 12 с.